# Марёй-ан-Доль
Марёй-ан-Доль (фр. Mareuil-en-Dôle) — коммуна во Франции, находится в регионе Пикардия. Департамент коммуны — Эна. Входит в состав кантона Фер-ан-Тарденуа. Округ коммуны — Шато-Тьерри.
Код INSEE коммуны — 02462.

## Население
Население коммуны на 2010 год составляло 248 человек.
| 1962 | 1968 | 1975 | 1982 | 1990 | 1999 | 2010 |
| ---- | ---- | ---- | ---- | ---- | ---- | ---- |
| 226  | 176  | 148  | 150  | 181  | 184  | 248  |

## Экономика
В 2010 году среди 152 человек трудоспособного возраста (15—64 лет) 119 были экономически активными, 33 — неактивными (показатель активности — 78,3 %, в 1999 году было 58,7 %). Из 119 активных жителей работали 100 человек (55 мужчин и 45 женщин), безработных было 19 (8 мужчин и 11 женщин). Среди 33 неактивных 12 человек были учениками или студентами, 10 — пенсионерами, 11 были неактивными по другим причинам.